# Uromycladium notabile
Uromycladium notabile är en svampart som först beskrevs av F. Ludw., och fick sitt nu gällande namn av Daniel McAlpine 1906. Uromycladium notabile ingår i släktet Uromycladium och familjen Pileolariaceae.   Inga underarter finns listade i Catalogue of Life.